# 但野寛

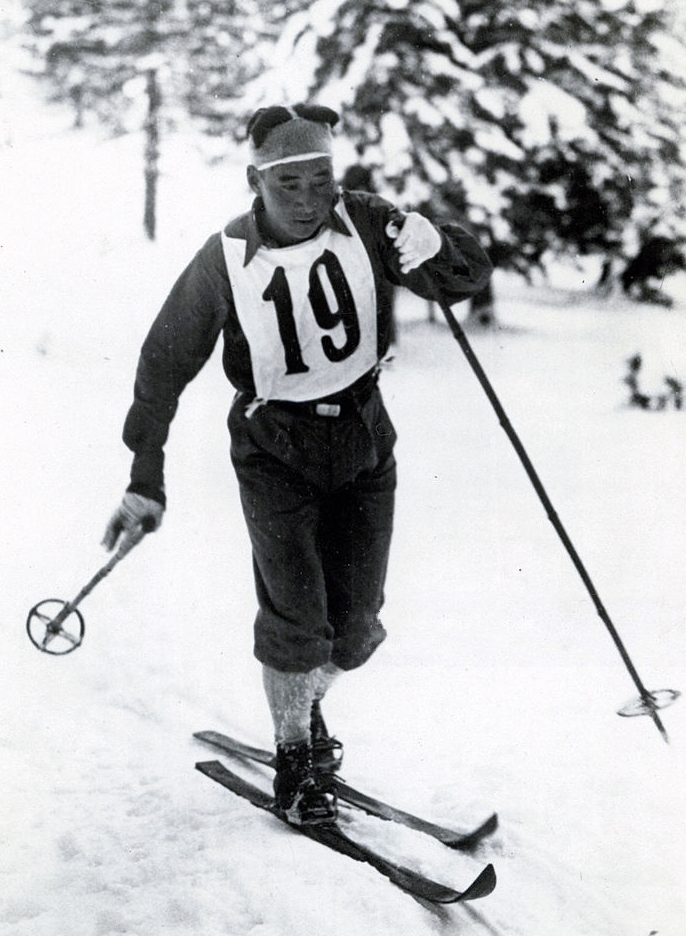
但野寛, 1936

但野 寛（ただの ひろし、1914年1月29日 - 1986年9月6日）は、北海道旭川市出身のクロスカントリースキー、アルペンスキー選手。

## 来歴
旧制旭川中学校 → 日本国有鉄道札幌鉄道管理局
1935年の第13回全日本スキー選手権大会クロスカントリースキー個人耐久（56km）で3位となり、翌1936年のガルミッシュパルテンキルヒェンオリンピックの代表に選出される。
同オリンピックのクロスカントリースキー競技では、個人耐久（50km）で28位、個人長距離（18km）で59位、4x10kmリレーで12位の成績を残した。
また、同オリンピックより採用されたアルペンスキー競技のアルペンスキー複合（滑降・回転）にも、同じ距離選手の関口勇・関戸力とともにエントリーしたが、後半の回転で全員失格した。
1937年～38年の全日本スキー選手権大会クロスカントリースキー個人耐久では、連覇を果たした。　